# Janthina
Genre
Synonymes
- genre Achates Gistel, 1848[2]
- sous-genre Acrybia (Hartungia) Bronn, 1861[2]
- genre Amethistina (sic)[2]
- genre Ametistina Schinz, 1825[2]
- genre Hartungia Bronn, 1861[2]
- genre Heligmope Tate, 1893[2]
- sous-genre Ianthina (Iodina) Mörch, 1860[2]
- genre Ianthina[2]
- genre Iodes Mörch, 1860[2]
- genre Iodina Mörch, 1860[2]
- sous-genre Janthina (Achates) Gistel, 1848[2]
- sous-genre Janthina (Iodes) Mörch, 1860[2]
- sous-genre Janthina (Iodina) Mörch, 1860[2]
- genre Janthinus Montfort, 1810[2]
- genre Jantina (sic)[2]
- genre Kaneconcha Kaim, Tucholke & Warén, 2012[2]
- genre Parajanthina Tomida & Itoigawa, 1982[2]
- genre Violetta Iredale, 1929[2]

Janthina (les janthines en français) est un genre de mollusques gastéropodes marins de la famille des Epitonioidea. Ces espèces vivent à la surface de l'eau, où elles se nourrissent de siphonophores comme les physalies. 

## Description
Les janthines sont des gastéropodes d'allure classique, avec une coquille spiralée ressemblant à celle d'un escargot, grisée sur la partie supérieure et bleu-violacée sur la partie inférieure. La taille adulte est d'environ 4 cm. Pour flotter, elles utilisent des bulles de mucus (la « bave » des gastéropodes).
Elles sont reconnaissables par la couleur mauve ou bleu de leur coquille.

## Répartition
Les janthines se trouvent dans les zones tropicales et subtropicales.

## Liste d'espèces
Selon World Register of Marine Species (15 octobre 2020) :
- Janthina chavani (Ludbrook, 1978) †
- Janthina cimbrica Sorgenfrei, 1958 †
- Janthina exigua Lamarck, 1816
- Janthina globosa Swainson, 1822
- Janthina janthina (Linnaeus, 1758)
- Janthina krejcii Beu, 2017 †
- Janthina pallida W. Thompson, 1840
- Janthina typica (Bronn, 1861) †
- Janthina umbilicata d'Orbigny, 1841
- Janthina vinsoni Deshayes, 1863

## Galerie

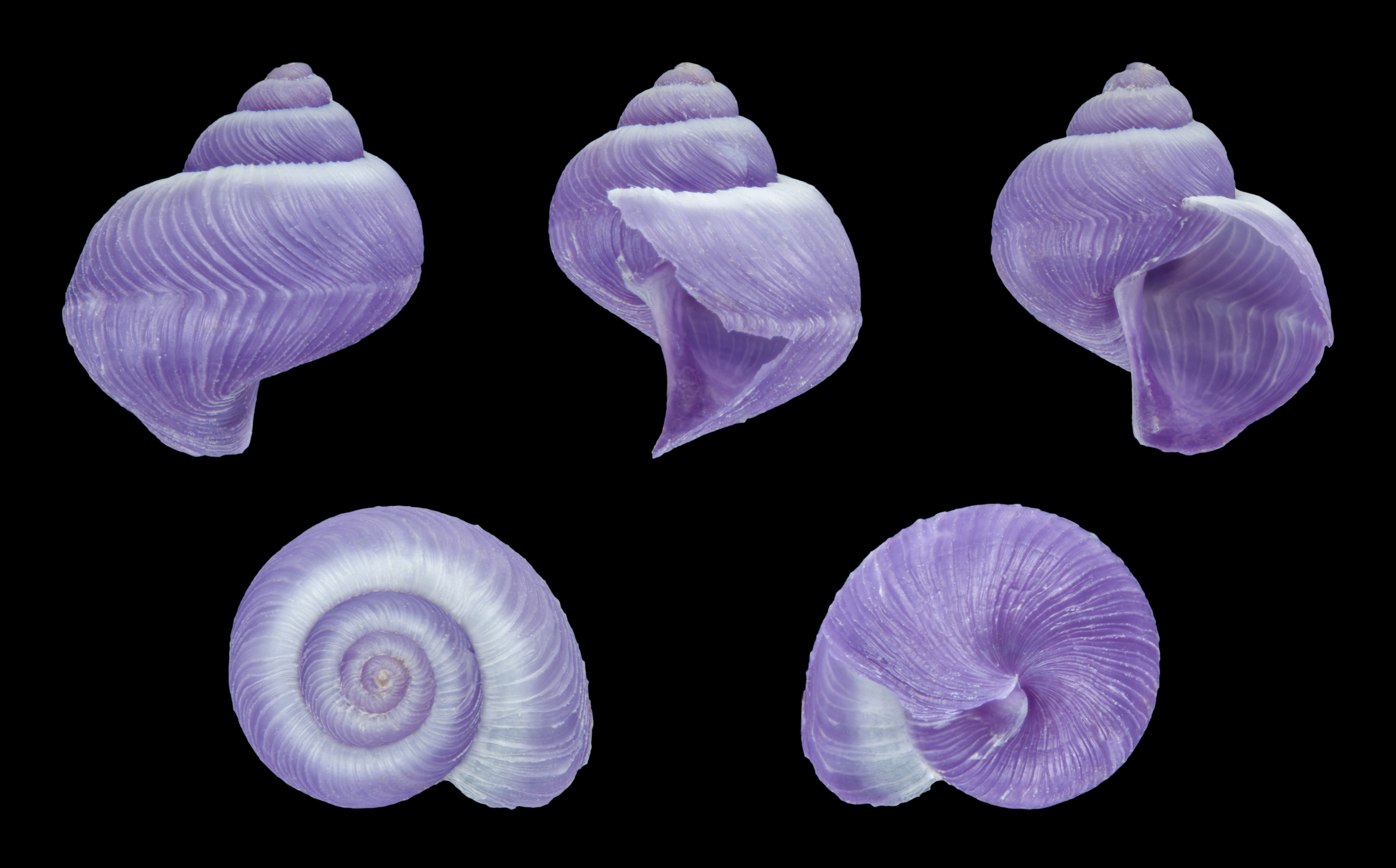
Janthina exigua.
Janthina globosa.
Janthina janthina.
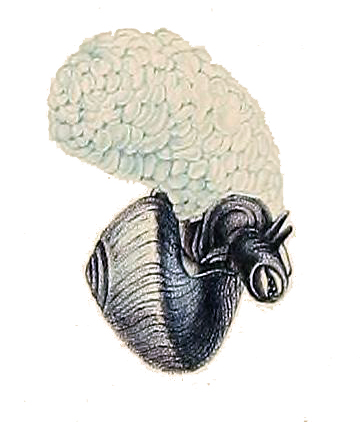
Janthina janthina.
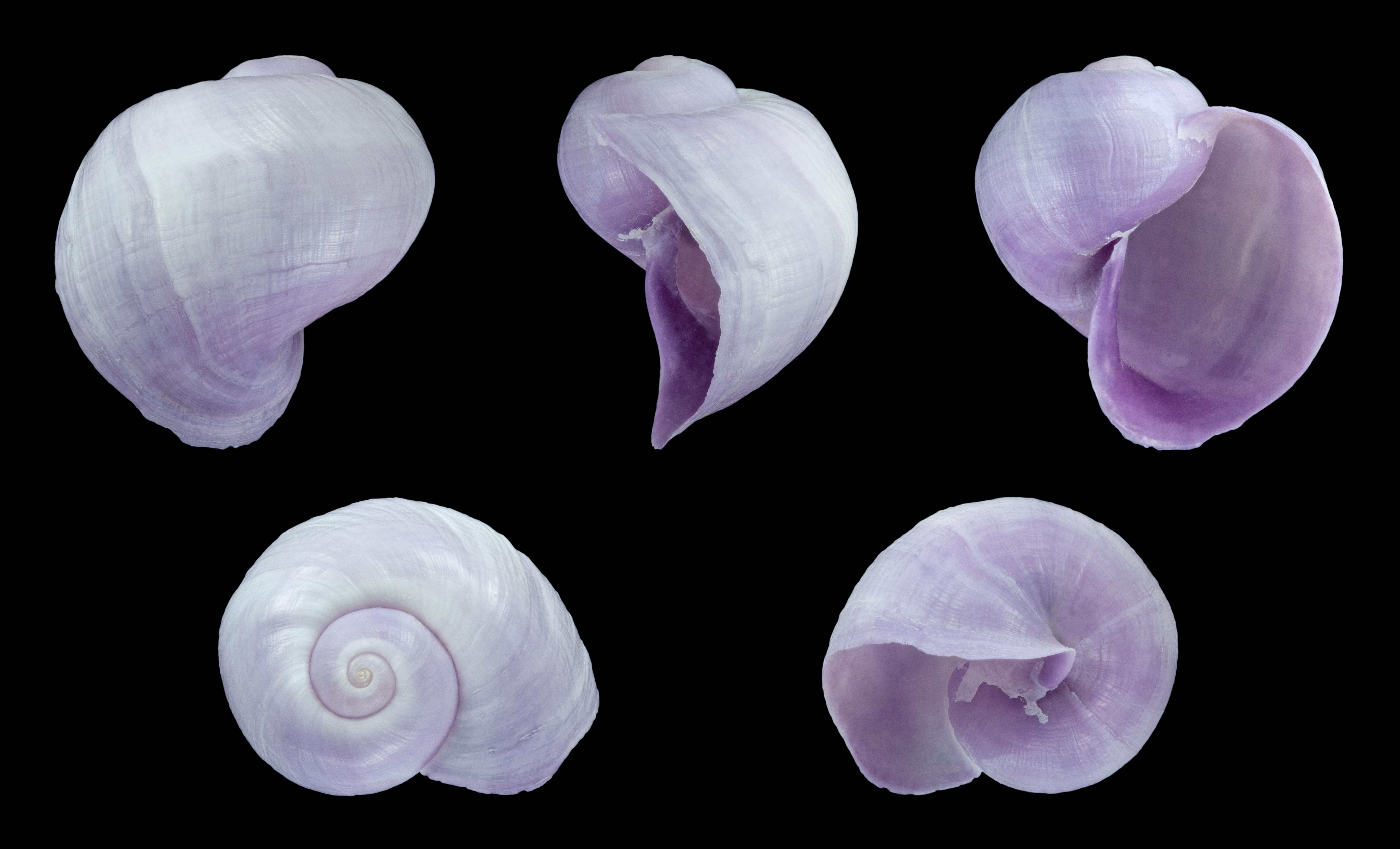
Janthina pallida.
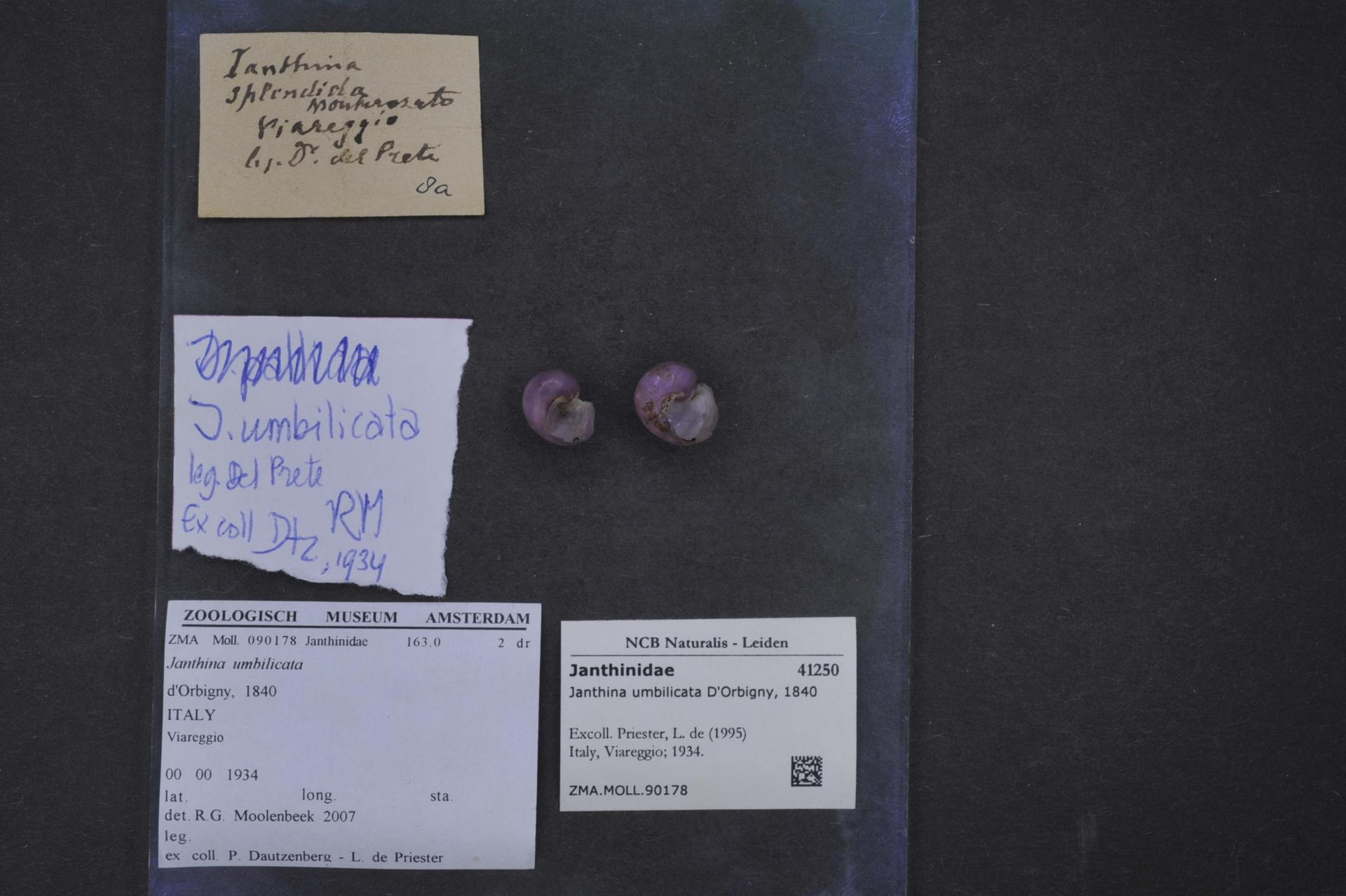
Janthina umbilicata.
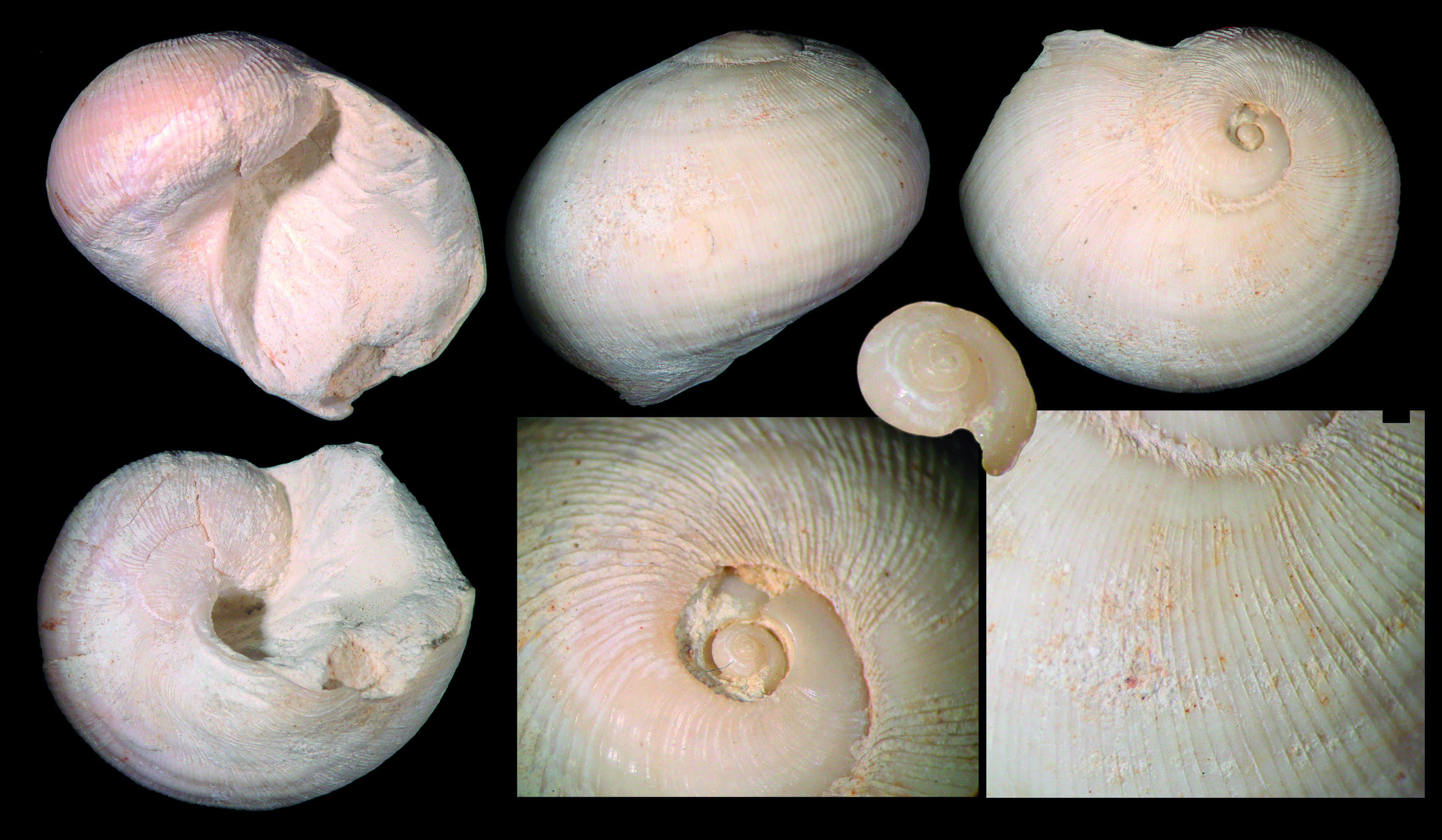
Fossile de Janthina typica.